# Kaněvská přehrada
Kaněvská přehrada (ukrajinsky Канівське водосховище) je přehradní nádrž na území Kyjevské a Čerkaské oblasti na Ukrajině. Má rozlohu 675 km². Je 162 km dlouhá a maximálně 5 km široká. Průměrná hloubka je 4,4 m. Má objem 2,6 km³.

## Vodní režim
Nádrž na řece Dněpru za hrází Kaněvské hydroelektrárny byla naplněna v roce 1972. Byla postavena za účelem rozvoje vodní dopravy, energetiky a zavlažování. Úroveň hladiny kolísá v rozsahu 0,5 m. Reguluje denní a měsíční kolísání průtoku. Na pobřeží leží města Kaniv, Perejaslav a částečně i hlavní město Kyjev.

### Přítoky
- Dněpr
- Trubiž